# Levacapsule

Apertura di una bottiglia con tappo a corona o capsula

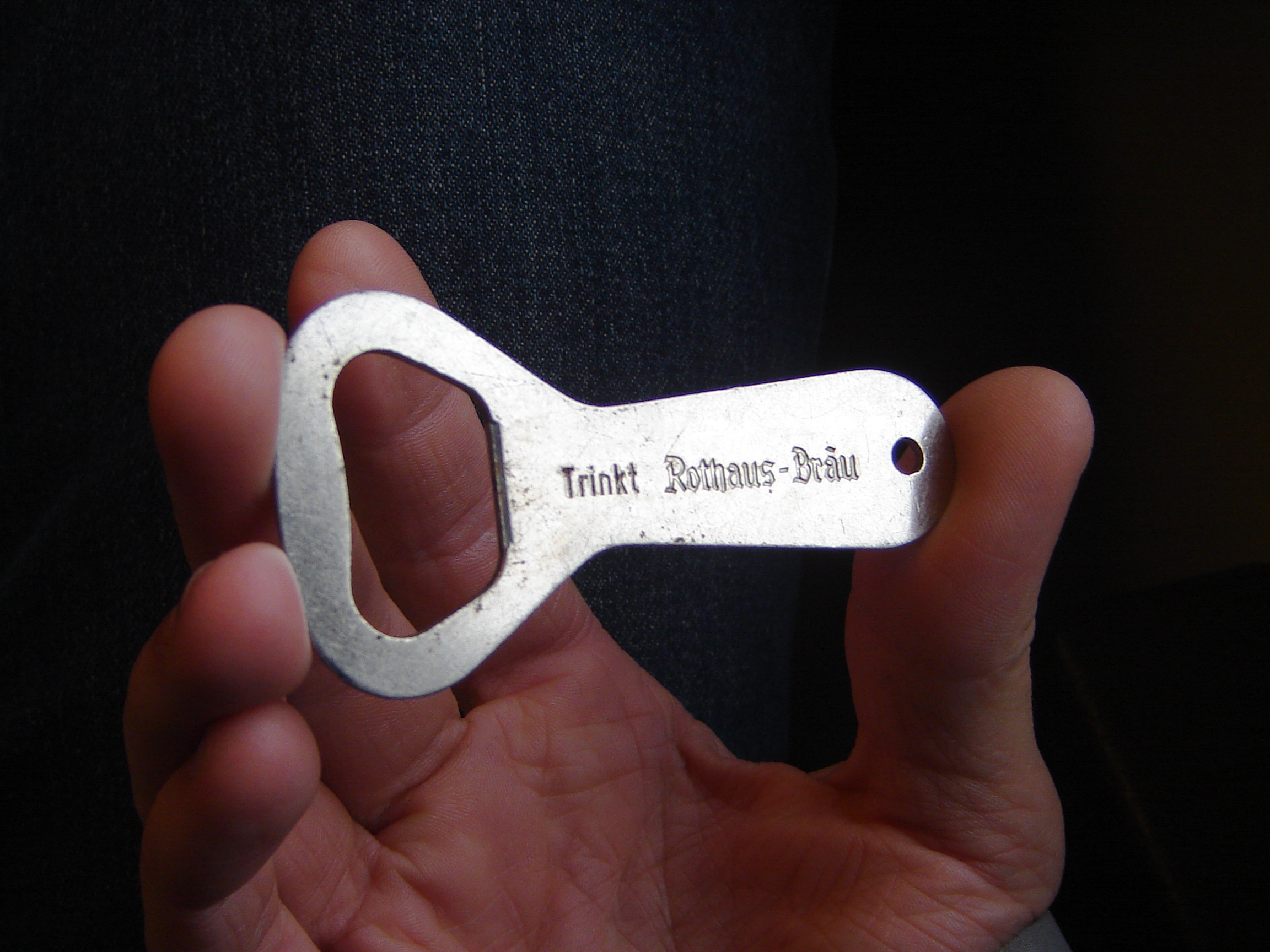
Levacapsule semplice

Il levacapsule è un utensile adibito all'apertura di bottiglie chiuse con tappo a corona o capsula.
È chiamato anche apribottiglie sebbene questo termine più generico possa comprendere anche il cavatappi. Il termine è più appropriato se usato in riferimento ad oggetti che integrano diversi sistemi di apertura tra cui un levacapsule ed un cavatappi.
Ne esistono versioni portatili e versioni fisse da banco, usate principalmente nei bar ed un tempo applicate anche a macchine automatiche per la distribuzione di bibite in bottiglia di vetro.

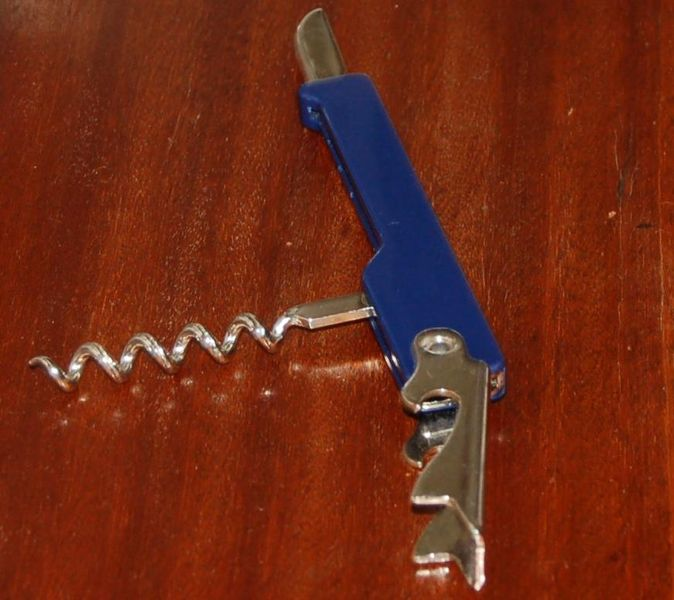
Apribottiglie comprensivo di levacapsule, cavatappi e coltellino

Il funzionamento si basa sul principio della leva. Una barra metallica presenta un'apertura o una fessura in cui si inserisce il tappo in modo che un lato della fessura poggi sopra il tappo, facendo da fulcro, e l'altro lato agisca sul bordo del tappo sollevandolo.
I levacapsule vengono costruiti in innumerevoli forme e finiture e sono oggetto di collezionismo.